# Вест-Елізабет (Пенсільванія)
Вест-Елізабет (англ. West Elizabeth) — місто (англ. borough) в США, в окрузі Аллегені штату Пенсільванія. Населення — 403 особи (2020).

## Географія
Вест-Елізабет розташований за координатами 40°16′14″ пн. ш. 79°53′46″ зх. д. / 40.27056° пн. ш. 79.89611° зх. д. (40.270631, -79.896125).  За даними Бюро перепису населення США в 2010 році місто мало площу 0,64 км², з яких 0,47 км² — суходіл та 0,17 км² — водойми.

## Демографія
Згідно з переписом 2010 року, у селищі мешкало 518 осіб у 210 домогосподарствах у складі 131 родини. Густота населення становила 812 осіб/км².  Було 250 помешкань (392/км²).
Расовий склад населення:
| - 96,7 % — білих - 2,9 % — чорних або афроамериканців |

До двох чи більше рас належало 0,4 %. Частка іспаномовних становила 0,0 % від усіх жителів.
За віковим діапазоном населення розподілялося таким чином: 23,0 % — особи молодші 18 років, 61,6 % — особи у віці 18—64 років, 15,4 % — особи у віці 65 років та старші. Медіана віку мешканця становила 40,4 року. На 100 осіб жіночої статі у селищі припадало 96,2 чоловіків;  на 100 жінок у віці від 18 років та старших — 90,0 чоловіків також старших 18 років.
Середній дохід на одне домашнє господарство  становив 59 626 доларів США (медіана — 39 808), а середній дохід на одну сім'ю — 60 749 доларів (медіана — 60 750). Медіана доходів становила 33 056 доларів для чоловіків та 32 083 долари для жінок. За межею бідності перебувало 19,6 % осіб, у тому числі 30,6 % дітей у віці до 18 років та 4,2 % осіб у віці 65 років та старших.
Цивільне працевлаштоване населення становило 289 осіб. Основні галузі зайнятості: освіта, охорона здоров'я та соціальна допомога — 17,6 %, мистецтво, розваги та відпочинок — 17,0 %, роздрібна торгівля — 12,1 %, науковці, спеціалісти, менеджери — 11,1 %.